# مارک جی دفریس
 مارک جی وریس (هلندی: Marc de Vries؛ زاده ۱۹۵۸) فیلسوف و فیزیک‌دان هلندی است.